# O Sonho da Razão Produz Monstros
O Sonho da Razão Produz Monstros (Espanhol: El sueño de la razón produce monstruos) é uma gravura do pintor espanhol Francisco de Goya pertencente à série Los Caprichos publicada em 1799. É numerada 43 na série de 80 gravuras.

## Temática
Los Caprichos é uma série de 80 gravuras publicadas em 1799, nas quais Goya criticava os violentos abusos políticos, sociais e religiosos da época. Nesta série de gravuras, Goya utilizou fortemente a popular técnica da caricatura, que enriqueceu com inovações artísticas. O uso por Goya da técnica recentemente desenvolvida de água-tinta (ou seja, um método de gravar uma chapa de impressão para que tons semelhantes a lavagens de aquarela possam ser reproduzidos) deu a Los Caprichos efeitos tonais pronunciados e contraste animado que os tornaram uma grande conquista em a história da gravura.
Das 80 águas-tintas, a número 43, "O sono da razão produz monstros", pode ser vista como o manifesto pessoal de Goya; muitos observadores acreditam que Goya pretendia retratar-se dormindo em meio às suas ferramentas de desenho, com a razão entorpecida pelo sono, atormentado por criaturas que rondam no escuro. Essas criaturas que aparecem nesta obra são frequentemente associadas na tradição popular espanhola ao mistério e ao mal; as corujas que cercam Goya podem ser símbolos de loucura, e o enxame de morcegos pode simbolizar a ignorância. O título da impressão, marcado na frente da mesa, é normalmente lido como uma proclamação da adesão de Goya aos valores do Iluminismo: sem razão, o mal e a corrupção prevalecem. Goya também incluiu uma legenda para esta gravura que pode sugerir uma interpretação um pouco diferente: “A imaginação abandonada pela razão produz monstros impossíveis; unida a ela, ela é a mãe das artes e fonte de suas maravilhas”. Isto implica que Goya acreditava que a imaginação nunca deveria ser completamente renunciada em favor do estritamente racional, já que a imaginação (em combinação com a razão) é o que produz obras de inovação artística.
Implícito na inscrição preparatória de Goya, o pesadelo do artista reflete a sua visão da sociedade espanhola, que ele retratou nos Caprichos como demente, corrupta e pronta para o ridículo.
A epígrafe completa do Capricho nº 43 diz; “A fantasia abandonada pela razão produz monstros impossíveis: unida a ela [a razão], ela [a fantasia] é a mãe das artes e a origem de suas maravilhas.”